# Charles Chaplin Senior
Charles Chaplin Senior (Marylebone, 18 marzo 1863 – Londra, 9 maggio 1901) è stato un cantante britannico.
Cantante-intrattenitore inglese, ottenne un notevole successo nel 1890. È noto soprattutto per essere stato il padre dell'attore e regista Charlie Chaplin e il patrigno di Sydney Chaplin.

## Biografia
Chaplin nacque il 18 marzo 1863 nel quartiere di Marylebone, Londra, figlio terzogenito di Spencer Chaplin (1834/5–1897) e di Ellen Elizabeth Smith (1838–1873); suoi fratelli furono Spencer Jr., Helen, Blanche, Albert e Harry. Il padre di Charles Chaplin senior era un macellaio e pertanto egli ricevette un'educazione tipica delle classi lavoratrici. Poco si sa dei primi anni di vita di Chaplin senior anche se dai censimenti del 1871 e del 1881 sappiamo che i suoi genitori si erano ormai trasferiti a Rillington Place presso Notting Hill.
Nel giugno del 1885 a 22 anni sposò Hannah Hill.
Hannah aveva già un figlio di 3 mesi, Sydney John a cui fu dato il cognome di Chaplin (Sydney Chaplin).
Il 16 aprile 1889 nasce il figlio biologico di Chaplin a cui fu dato il nome di Charles Spencer (noto come Charlie).
Chaplin Senior e Hannah Hill si separarono nel 1891 ma rimasero legalmente sposati fino morte di Chaplin Senior avvenuta nel 1901 (era affetto da cirrosi epatica ed idropisia dovuti all'alcolismo) presso il St Thomas' Hospital a Londra dove fu ricoverato il 29 aprile, morì il 9 maggio, aveva 38 anni.